# Soo-Bong Kim

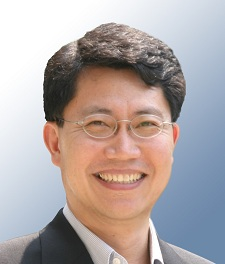
Soo-Bong Kim

Soo-Bong Kim (* 1960 in Busan) ist ein südkoreanischer Elementarteilchenphysiker.
Kim wuchs in Busan auf und studierte ab 1979 an der Seoul National University mit dem Bachelor-Abschluss 1983 und dem Master-Abschluss. 1989 wurde er bei Alfred K. Mann an der University of Pennsylvania promoviert. Seine Doktorarbeit trug zur Methode der Neutrinodetektion (richtungsauflösend und in Echtzeit) in Kamiokande II bei. Als Post-Doktorand war er an der University of Michigan und ab 1996 an der Boston University. 1998 wurde er Professor an der Seoul National University (SNU).
1994 war er am Fermilab (CDF Kollaboration am Tevatron) an der Entdeckung des Top-Quarks beteiligt und der Festlegung von dessen Masse und Untersuchung von dessen Kinematik. Er war einer der beiden Leiter der Gruppe zur Top-Quark Kinematik in der CDF-Kollaboration. Unter anderem entwickelte er Parallel-Software und installierte Prozessoren für die Trigger-Elektronik des Detektors.
Als Mitglied der Kamiokande II Kollaboration (Kamioka-Observatorium) war er sowohl am direkten Nachweis von solaren Neutrinos (einschließlich der Bestätigung des mit anderen Methoden im Homestake-Experiment von Raymond Davis junior ab den 1960er Jahren entdeckten solaren Neutrinodefizits) als auch von kosmischen Neutrinos in der Beobachtung von Neutrinos von SN 1987A beteiligt sowie als Teil von Super-Kamiokande an der Entdeckung der Neutrinooszillationen. Als Teil von K2K (KEK-to-Kamioka), wobei die Quelle für den Detektor im Kamioka-Observatorium diesmal der KEK Beschleuniger war, vermaß er 2004 einen der Neutrinomischungswinkel.
Kim selbst überwachte 2006 bis 2011 den Aufbau des RENO-Experiments (RENO steht für: Reactor Experiment for Neutrino Oscillations). Der Neutrinodetektor war nahe einem Kernreaktor (der Quelle) in Südkorea. Er dient zur Messung des letzten unbekannten Neutrinomischungswinkels.
Kim ist auch an der CMS-Kollaboration am Large Hadron Collider beteiligt.
2016 erhielt er den Bruno-Pontecorvo-Preis. 2008 erhielt er den Academic Research Excellence Prize der Seoul National University, 2020 den Ho-Am-Preis für Naturwissenschaften.